# Weingut van Volxem

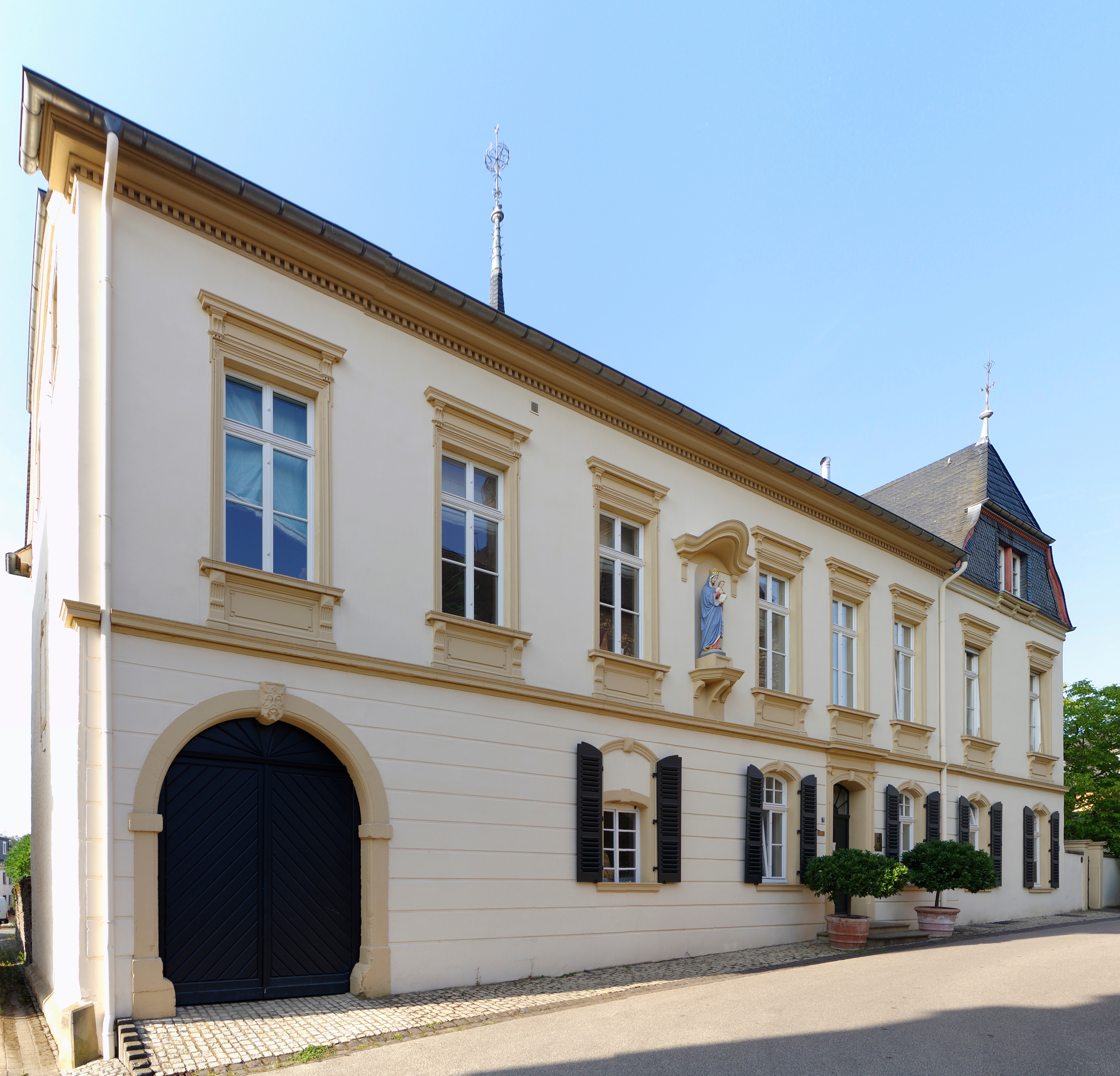
Weingut van Volxem in Wiltingen. Teilbau ist am Keilstein des hofseitigen Torbogens 1743 datiert (der ebenso rundbogige straßenseitige Torbogen am Scheitelstein mit bemerkenswerter Blattmaske besetzt).

Das Weingut van Volxem an der Saar liegt in Wiltingen in der Nähe von Trier (Rheinland-Pfalz). Es gehört zum Weinbaugebiet Mosel, Bereich Saar.

## Geschichte
Die ab dem Jahr 1560 von Jakob III. von Eltz geförderte Gesellschaft Jesu wirkte bis 1773 auch im Erzbistum Trier. Wohl 1743, datiert nach dem Schlussstein eines Torbogens, errichtete sie ein Klosterweingut an der Saar. Nach dessen Säkularisation im Zuge der Französischen Revolution kam das Nationalgut in den Besitz des Trierer Bierbrauers Gustav van Volxem. Der Besitz wurde sukzessive ausgebaut und vier Generationen lang von der Familie van Volxem bewirtschaftet. Im Jahr 1993 übernahm es der Münchner Unternehmer Peter Jordan und vermarktete dessen Weine unter der Herstellerangabe „Jordan & Jordan“, bis schließlich der Wirtschaftsgeograf und Betriebswirt Roman Niewodniczanski Ende 1999 das Weingut übernahm und die Weine wieder unter dem Namen „van Volxem“ vermarktete. Das Weingut wurde 2007 als Mitglied in den Kreis der deutschen Prädikatsweingüter (VDP) aufgenommen.
Nachdem der alte Weinhof im Wiltinger Ortszentrum zu klein geworden war, wurde Anfang Juli 2019 auf dem Wiltinger Schlossberg eine neu gebaute Weinmanufaktur eröffnet.
Die Lese der meist in Steillage angebauten Weine erfolgt ausschließlich per Hand. Die Weine gären ohne Zusatz von Reinzuchthefen  und werden nicht geschönt. Die Weine liegen im trockenen bis feinherben Geschmacksbereich. Kellermeister ist Christoph Friedrich.
Im Jahr 2019 bewirtschaftete Niewodniczański etwa 85 Hektar in fast allen Tälern der Saar. Die Jahresproduktion beträgt 600.000 Flaschen Wein. Er beschäftigt 16 fest angestellte Mitarbeiter und mehrere Dutzend Saisonarbeiter, die zur Herbstlese auf bis zu 100 Erntehelfer erweitert werden.

## Lagen
Das Weingut van Volxem verfügt über Besitz in den Lagen Scharzhofberg, Gottesfuß, Volz, Braunfels, Rosenberg, Klosterberg, Schlangengraben, Wiltinger Kupp und Ockfener Bockstein. Die Böden bestehen überwiegend je nach Lage aus Grauwacke, Quarzit, Rotschiefer, Blauschiefer und Devonschiefer. Sämtliche Lagen des Weinguts gehören gemäß der preußischen Lagenklassifikation von 1868 zu den beiden höchsten Güteklassen. 98 % der Lagen sind mit Riesling bepflanzt, die Reben sind durchschnittlich 40 Jahre alt. Gemeinsam mit dem Weingut Markus Molitor arbeitet er an der Rekultivierung der auf Gemarkung Schoden liegenden Weinlage Geisberg an der Saar.

## Auszeichnungen
- 2018: Winzer des Jahres von Vinum Weinguide Deutschland.[7]
- Der Weinführer Wein-Plus zeichnete 2018 das Weingut mit drei von drei Sternen aus.[8]
- Die deutsche Ausgabe des österreichischen Wein- und Gourmetjournals Falstaff wählte Roman Niewodniczanski zum „Winzer des Jahres 2012“.[9]
- Das Magazin Der Feinschmecker lobte 2010 die sehr komplexen Rieslinge von den Steilhängen der Saar.
- Gerhard Eichelmann: Eichelmann 2010 – Deutschlands Weine bewertete das Weingut mit viereinhalb von fünf Sternen.[10]
- Der „Gault Millau Weinguide“ wählte das Weingut zur „Entdeckung des Jahres 2002 in Deutschland“.

## Filme
- Weingut Van Volxem baut eine neue Weinmanufaktur. Dokumentarfilm, Deutschland, 2018, 2:48 Min., Regie: Christian Kremer, Produktion: Trierischer Volksfreund, Internetpublikation: 6. Februar 2018 von Volksfreund.tv, online-Video.

- Mythos Scharzhofberg – Der teuerste Weißweinberg der Welt. Dokumentarfilm, Deutschland, 2017, 29:37 Min., Buch und Regie: Paul Weber, Produktion: SWR, Reihe: made in Südwest, Erstsendung: 22. November 2017 bei SWR Fernsehen, Inhaltsangabe von ARD, online-Video, aufrufbar bis zum 17. Oktober 2019.

- Weinmanufaktur Van Volxem. Dokumentarfilm, Deutschland, 2010, 4:34 Min., Buch und Regie: N.N., Produktion: Mövenpick Wein, Internetpublikation: 27. April 2010, online-Video.